# 世界政治学会
世界政治学会（せかいせいじがっかい、英: International Political Science Association, IPSA）は、ユネスコの後援のもと1949年に設立された国際的な学術組織である。組織名を直訳すると国際政治学会となり、日本国際政治学会と混乱するため、日本語では世界政治学会と呼ばれている。

## 概要
国際的に政治学の進歩を目指し、また東西と南北の橋渡しのため、設立された。現在のメンバーは日本政治学会やアメリカ政治学会など52ヵ国の組織であり、主な活動として、1.定期的に総会を開くこと、2.政治学研究推進のための研究会を開くこと、3.研究普及のため、出版物を出すことの3つがある。総会は、1950年代初頭から3年に1度のペースで開かれており、毎回2000人が参加する。
2006年の第20回大会は日本の福岡市の福岡国際会議場などにおいて、約70カ国・地域から約2200人が参加して開催された。大会組織委員長は佐々木毅が務め、公開講座ではコロンビア大学名誉教授のドナルド・キーンや国際協力機構理事長の緒方貞子らが講演し、日本文化体験として茶道体験や華道の展示、着物試着が行なわれた。

## 歴代理事長
- クインシー・ライト（シカゴ大学、1949年-1952年） アメリカ合衆国
- ウィリアム・ロブソン（LSE、1952年-1955年） イギリス
- カール・フリードリッヒ（ハーバード大学、1967年-1970年） ドイツ
- スタイン・ロッカン（ベルゲン大学、1970年-1973年） ノルウェー
- カール・ドイッチュ（ハーバード大学、1976年-1979年） ドイツ
- 武者小路公秀（国連大学、1985年-1988年） 日本
- キャロル・ペイトマン（UCLA、1991年-1994年） イギリス
- セオドア・ローウィ（コーネル大学、1997年-2000年） アメリカ合衆国
- 金達中（延世大学、2000年-2003年） 韓国
- ヘレン・ミルナー（プリンストン大学、2012年–2014年） アメリカ合衆国
- 田中愛治（早稲田大学、2014-2016年） 日本
- イルテル・トゥラン（イスタンブール・ビルギ大学、2016-2018年） トルコ